# Władysław Goral
Blahoslavený Władysław Goral (1. května 1898, Stoczek – ?. dubna 1945, Koncentrační tábor Sachsenhausen) byl polský katolický kněz a biskup.

## Život
Narodil se 1. května 1898 v Stoczku, v rolnické rodině. Po absolvování školy v Nasutówě studoval na gymnáziích v Lubartowě a Lublinu. Roku 1916 vstoupil do Kněžského semináře v Lublinu. Zde studoval čtyři roky, poté odešel do Říma, kde studoval filosofii. Dne 18. prosince 1920 byl vysvěcen na kněze. O dva roky později získal doktorát z filosofie.
Roku 1926 se vrátil do Lublinu a začal učit jako profesor v semináři. Byl velmi vážený mezi studenty a dalšími lidmi. Aktivně pracoval v vědeckých společnostech a společenských organizacích. Působil jako předseda kněžského spolku „Unitas”.
Dne 10. srpna 1938 byl jmenován pomocným biskupem arcidiecéze lublinské a titulárním biskupem Meloëským. Na biskupa byl vysvěcen 9. října 1938 z rukou Mariana Leona Fulmana a spolusvětiteli byli Karol Niemira a Kazimierz Tomczak.
Působil jako asistent Katolické akce, navštěvoval školy a vězně. V předvečer vypuknutí 2. světové války kázal a slavil mše v katedrále a v lublinských kasárnách. Dne 17. listopadu 1939 byl zatčen i s ostatními duchovními kurie v rámci německé akce „Sonderaktion Lublin”. Po převozu do věznice v Lublinském zámku byli postaveni před nacistický soud. Byli odsouzeni k trestu smrti, který byl po zásahu Svatého stolce změněn na doživotní vězení. V prvních dne měsíce prosince roku 1939 byli biskupové Lublinu, vězněni v táboře. Biskup Goral byl poslán do izolace do betonového bunkru podtábora Zellenbau, který byl vytvořen z určitého sektoru tábora. V ústraní zůstal pět let, a jediná forma kontaktu s vnějším světem byla cenzurovaná pošta. Zemřel v únoru nebo podle jiných zdrojů v dubnu 1945 po utrpení a nemocech atd. Přesná příčina smrti není známá.

## Beatifikace
Blahořečen byl dne 13. června 1999 papežem sv. Janem Pavlem II. ve skupině 108 polských mučedníků z období nacismu.

## Odkazy

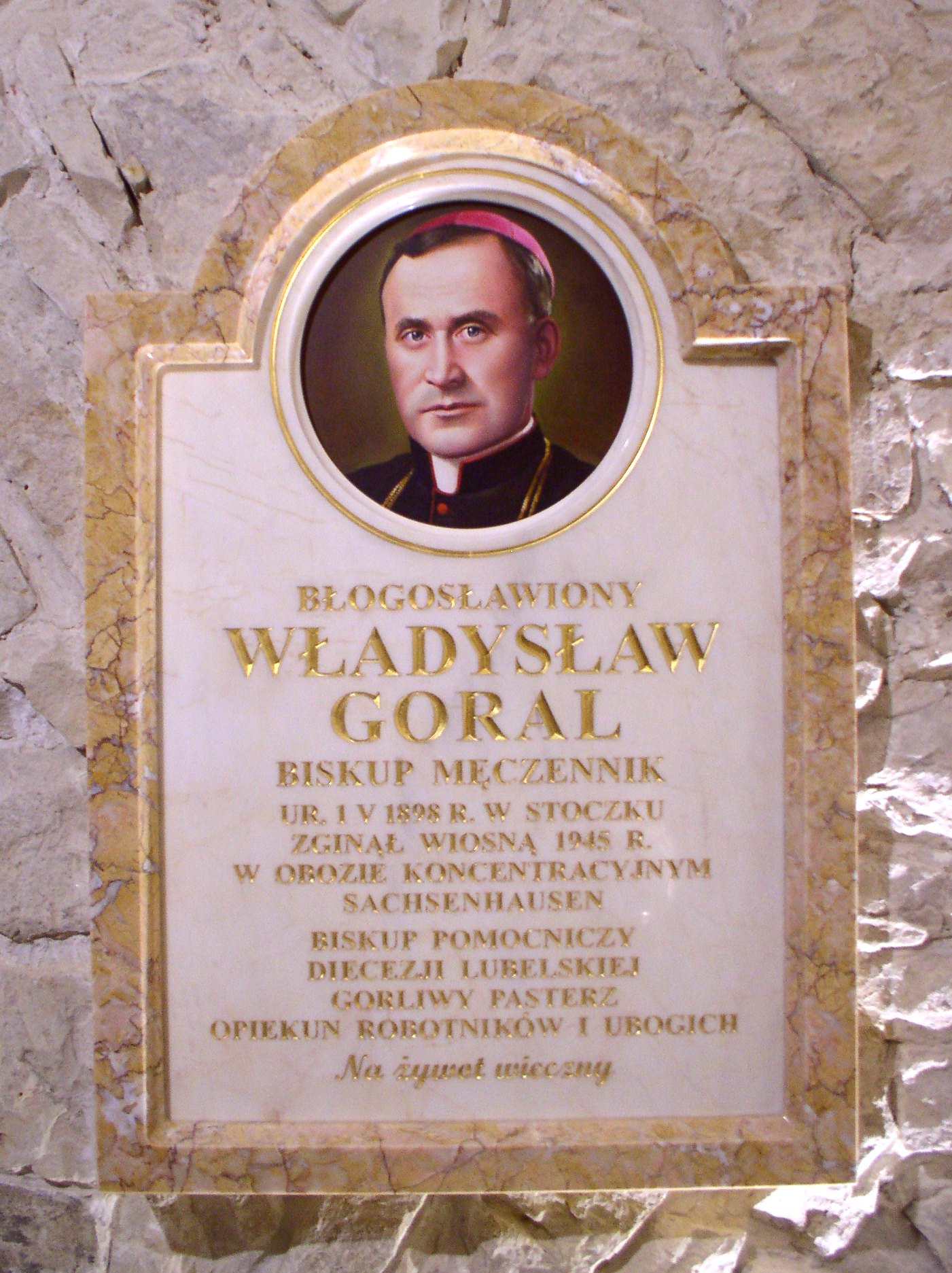
Pamětní tabule v kryptě katedrála v Lublině